# Kwakwani
Kwakwani – miasto w Gujanie, w regionie Upper Demerara-Berbice.